# Agnoshydrus densus
Agnoshydrus densus là một loài bọ cánh cứng trong họ Bọ nước. Loài này được Biström, Nilsson & Wewalka miêu tả khoa học năm 1997.